# Naturschutzgebiet Mutzbach
Das Naturschutzgebiet Mutzbach erstreckt sich im Stadtteil Hand von Bergisch Gladbach zwischen Diepeschrath und dem Diepeschrather Weg bis an die Stadtgrenze Köln. Von hier aus besteht ein nahtloser Anschluss an das auf Kölner Stadtgebiet liegende Naturschutzgebiet Oberer Mutzbach. Das Naturschutzgebiet Mutzbach ist ein Teilgebiet der Bergischen Heideterrasse.

## Vegetation
Die Schutzausweisung erfolgt zur Erhaltung und Entwicklung eines naturnahen, von Erlen gesäumten Mutzbaches, eines nassen Erlenauenwaldes mit Übergängen zum Erlenbruchwald und begleitender Buchenwälder sowie eines Teiches als bedeutendem Lebensraum für Amphibien.